# Harper Pass
Der Harper Pass ist ein 962 m hoher Gebirgspass an der Grenze der Regionen West Coast und Canterbury auf der Südinsel Neuseelands. Über diesen querte 1857 erstmals ein Europäer die Neuseeländischen Alpen.

## Geographie
Der Harper Pass verbindet die Flusstäler des nach Osten zum Lake Sumner fließenden Hurunui River und des Taramakau River. Von der Mündung des Ōtira River in den Taramakau River an folgt auch der vom Arthur’s Pass kommende New Zealand State Highway 73 dem Flusstal zum Westküste hin. Über den Harper Pass führt ein Wanderweg durch beide Flusstäler.

## Geschichte

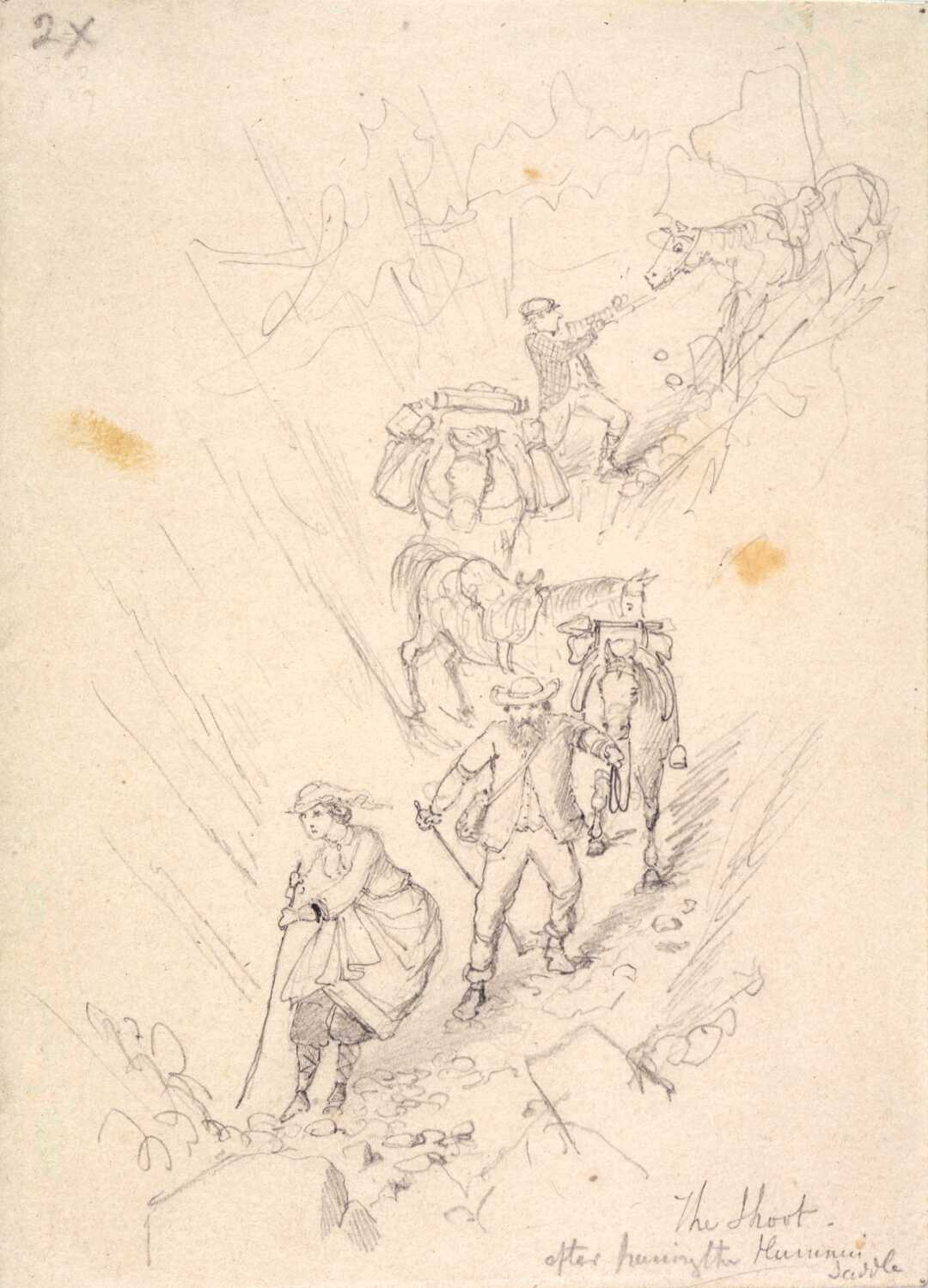
„The shoot after passing the Hurunui Saddle“ Bleistiftzeichnung von Nicholas Chevalier (1866)

Die Māori nutzen den Pass lange vor den ersten Europäern, insbesondere zum Transport von Pounamu. Ihr Name für den Pass lautet Te Rakamaunikura. Von europäischer Seite wurde der Pass durch Edward Dobson entdeckt und zunächst als Hurunui Saddle bezeichnet, entsprechend dem diesseitigen Fluss. Als 1857 Leonard Harper als erstem Europäer die Überquerung gelang, wurde der Pass ihm zu Ehren Harper Pass genannt. Die Überquerung war die erste der Neuseeländischen Alpen zur West Coast durch einen Europäer überhaupt. 1864 bildete er einen wichtigen Zugang für Goldschürfer während des West Coast Gold Rush.